# Дмитревская, Любовь Ивановна
Любовь Ивановна Дмитревская (3 февраля 1890, Москва, Российская империя — 7 мая 1942, неизвестно) — советская актриса театра и кино. Заслуженная артистка РСФСР (1936); (1937).

## Биография
Родилась 3 февраля 1890 года в Москве в семье отца, который являлся преподавателем естественных наук и матери, которая являлась домашней хозяйкой.
Училась в 4-й женской московской гимназии, которую окончила в 1906 году, после чего поступила в Московский художественный театр в качестве ученицы и сотрудницы. Там же исполняла свои первые значительные театральные роли.
В 1921 году группой артистов Художественного театра была создана 4-я студия МХАТа, где Дмитревская стала числиться в качестве артистки. В 1927 году данная студия преобразовалась в Реалистический театр. В нём получала роли согласно своему характерно-комедийному дарованию. В своё время переходила в Центральный театр Красной армии. В 1931 году вошла в группу Московского рабочего художественного театра, но отслужив три сезона, Дмитревская вернулась вновь в Центральный театр Красной армии.
В кино снималась мало, в частности это были небольшие роли.
Ушла из жизни 7 мая 1942 года в возрасте 52-х лет (город и место смерти неизвестны).

### Личная жизнь
- В Реалистическом театре познакомилась с Иваном Петровичем Ворошиловым (Митяевым) и вышла за него замуж, мужчина являлся актёром, театральным деятелем и режиссёром. Имел звание Заслуженного деятеля искусств РСФСР. Также в свои годы у актрисы были и другие отношения[1].

## Фильмография
- 1917 — Жрицы любви и смерти — участие
- 1918 — Иола — участие
- 1918 — Метель — девушка
- 1919 — Девьи горы — девушка из слободы
- 1941 — Сердца четырёх — Антонина Васильевна, мать Мурашовых

## Звания и награды
- Заслуженная артистка РСФСР (1936) либо (1937)[1][2].